# Gerry Becker
Gerry Becker (* 11. April 1951 in St. Louis, Missouri; † 13. April 2019 in Nyack, New York) war ein US-amerikanischer Schauspieler. Neben seiner Tätigkeit als Filmschauspieler wirkte er über fast 20 Jahre auch als Bühnenschauspieler.

## Leben
Seine ersten Rollen übernahm er ab Mitte der 1980er Jahre in Fernsehproduktionen. Seinen ersten Auftritt in einem Kinofilm hatte er in Verrückte Zeiten, der 1990 erschien. In den folgenden Jahren erhielt er Nebenrollen in bekannteren Filmen, wie 1990 in Kevin – Allein zu Haus oder 1995 in Stirb langsam: Jetzt erst recht. In Der Mondmann von 1999 spielte Becker an der Seite Jim Carreys, fungierte als der Vater des Hauptdarstellers und war selbst ein Hauptdarsteller.
Gerry Becker starb am 13. April 2019, 2 Tage nach seinem 68. Geburtstag in Nyack, New York an den Folgen vom Diabetes.

## Filmografie (Auswahl)
- 1984: The Impostor (Fernsehfilm)
- 1990: Verrückte Zeiten (Men Don't Leave)
- 1990: Kevin – Allein zu Haus (Home Alone)
- 1991: Der Mann meiner Frau (Hard Promises)
- 1992: Der Reporter (The Public Eye)
- 1994–1997, 2004–2008: Law & Order (Fernsehserie, 6 Episoden)
- 1995: Stirb langsam: Jetzt erst recht (Die Hard: With a Vengeance)
- 1997: Donnie Brasco
- 1998: Happiness
- 1998: Ein perfekter Mord
- 1999: Mickey Blue Eyes
- 1999: Der Mondmann
- 2000: The Cell
- 2001: Angel – Jäger der Finsternis (Angel, Fernsehserie, 3 Episoden)
- 2002: Spider-Man
- 2002: Charmed – Zauberhafte Hexen (Charmed, Fernsehserie, Episode 5x05)
- 2002: 24 Stunden Angst (Trapped)
- 2003: Navy CIS (NCIS, Fernsehserie, Episode 1x01)
- 2006: Boston Legal (Fernsehserie)
- 2007: Verführung einer Fremden (Perfect Stranger)
- 2007: The Reckoning

## Auszeichnungen
- 1995: NBR Award als Bestes Schauspielensemble für Happiness